# Baranowicki Uniwersytet Państwowy
Baranowicki Uniwersytet Państwowy (biał. Баранавіцкі дзяржаўны універcітэт, ros. Барановичский государственный университет) – białoruska uczelnia wyższa z siedzibą w Baranowiczach.
Uniwersytet powstał 23 czerwca 2004 na mocy ukazu prezydenta Republiki Białorusi. Składa się z pięciu wydziałów:
- Pedagogicznego
- Inżynieryjnego
- Finansów i Prawa
- Języków Obcych
- Przygotowania do Studiów

Obecnie na uczelni studiuje ponad 3000 studentów na 26 kierunkach.